# زلزال المصيصة 803
وقع زلزال المصيصة 803 بالقرب من المصيصة وخليج الإسكندرون في عام 802 أو 803 م (السنة الهجرية 187).المصدر الرئيسي لهذا الزلزال هو السيوطي (القرن الخامس عشر)، الذي يسجل الزلزال وما يتصل به من غمر نهر جيهان. كما أنه يسجل موجة بحرية زلزالية (تسونامي) ناجمة عن الزلزال. حذف السيوطي هذا الزلزال في عمله تاريخ الخلفاء. ويقدر أن الزلزال وقع بين 30 ديسمبر و 802 و 19 ديسمبر 803.